# Rodder
Rodder là một đô thị thuộc huyện Ahrweiler, trong bang Rheinland-Pfalz, phía tây nước Đức. Đô thị Rodder có diện tích 6,38 km², dân số thời điểm ngày 31 tháng 12 năm 2006 là 262 người.